# Maria Advocata

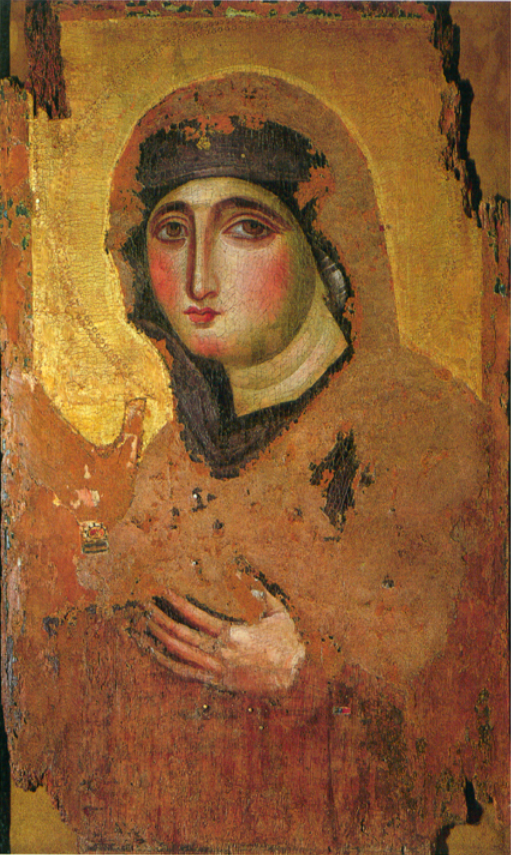
Maria Advocata in Santa Maria del Rosario auf dem Monte Mario, 6. Jahrhundert

Das Marienbildnis Maria Advocata befindet sich seit 1931 in der Chiesa della Madonna del Rosario, der Klosterkirche der Dominikanerinnen auf dem Monte Mario in Rom. Die Ikone gilt als eine der ältesten erhaltenen Marienikonen überhaupt und als die älteste in Rom.

## Unterschiedliche Bezeichnungen
Die Ikone ist unter mehreren Namen bekannt geworden:
- Santa Maria in Tempulo nach der gleichnamigen kleinen Kirche in der Via di Valle delle Camene 2, wo die Ikone wahrscheinlich vom 9. Jahrhundert bis 1221 aufbewahrt wurde,
- Madonna di San Sisto nach der Klosterkirche San Sisto Vecchio in der Viale delle Terme di Caracalla, dem Aufbewahrungsort von 1221 bis 1575 (nicht zu verwechseln mit dem gleichen Bildtitel von Raffaels Sixtinische Madonna),
- Santa Maria di Santi Domenico e Sisto nach der damaligen Klosterkirche der Dominikanerinnen an der Piazza Magnanapoli, wo die Ikone von 1575 bis 1931 verwahrt wurde,
- Santa Maria del Rosario nach dem Aufbewahrungsort seit 1931 in der gleichnamigen Klosterkirche der Dominikanerinnen auf dem Monte Mario,
- Maria Advocata oder Hagiosoritissa nach dem ikonografischen Darstellungstyus der Maria als Fürsprecherin.

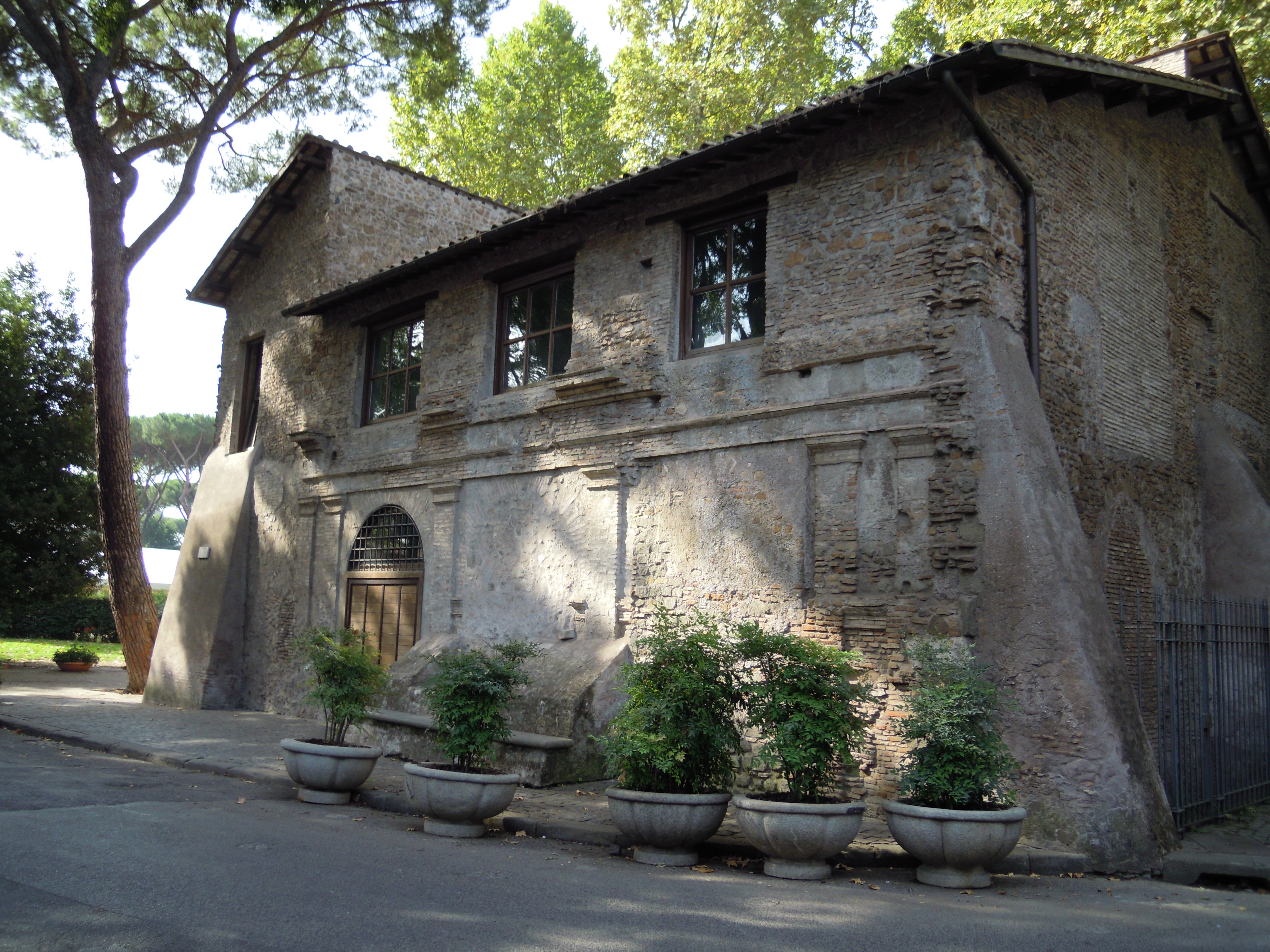
S. Maria in Tempulo, Aufbewahrungsort vom 9. Jh. bis 1221
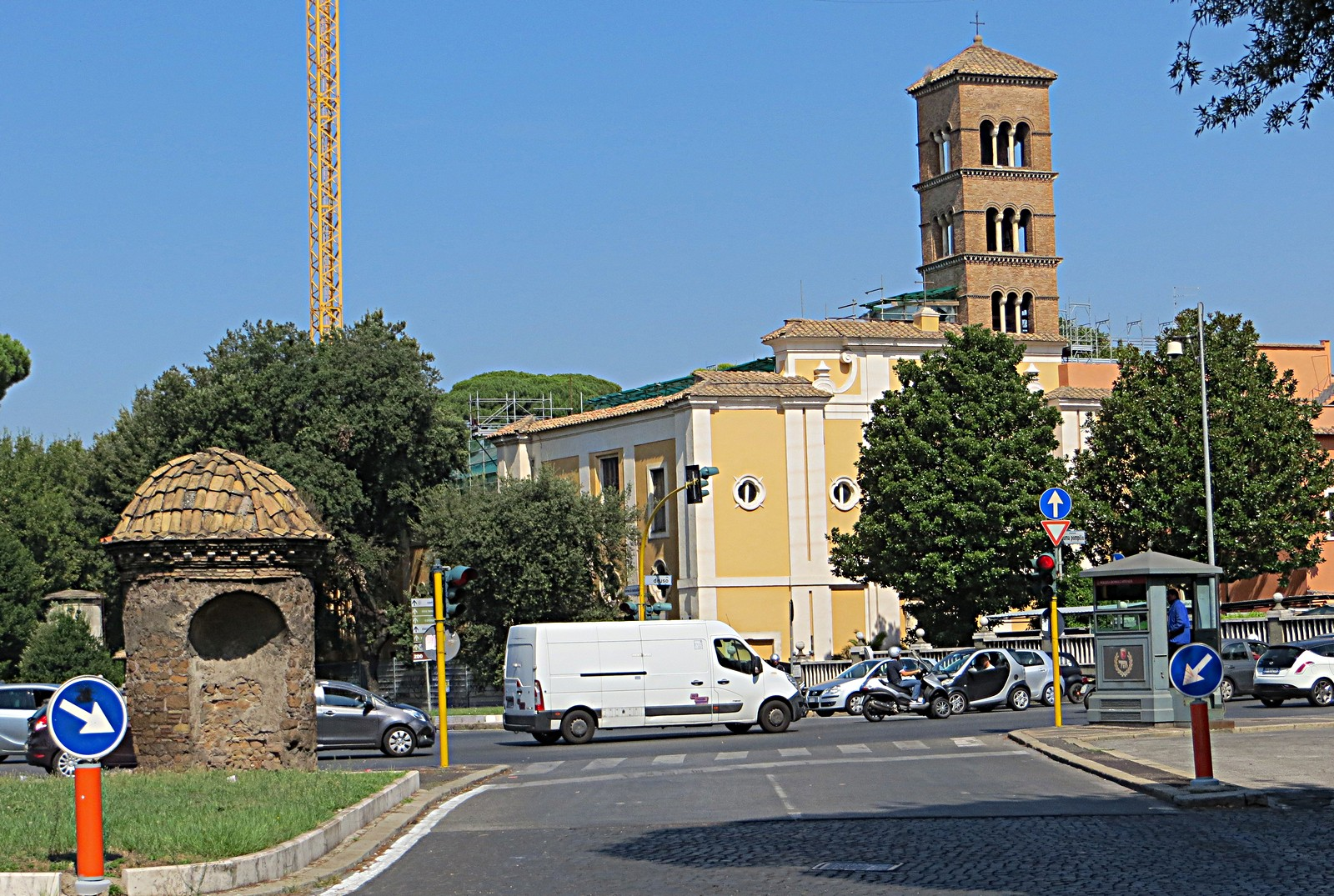
S. Sisto Vecchio, Aufbewahrungsort von 1221–1575
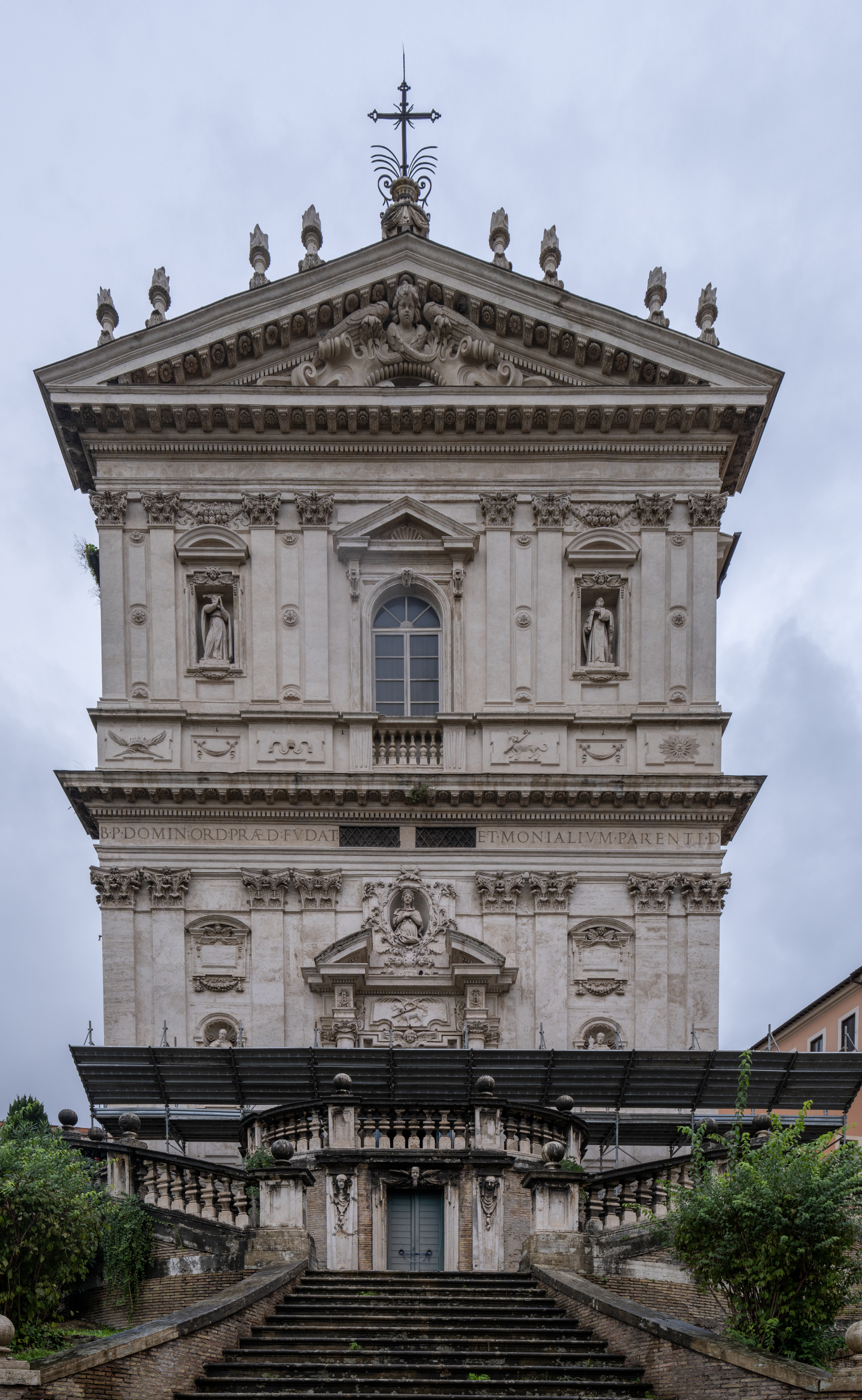
SS. Domenico e Sisto, Aufbewahrungsort von 1575–1931
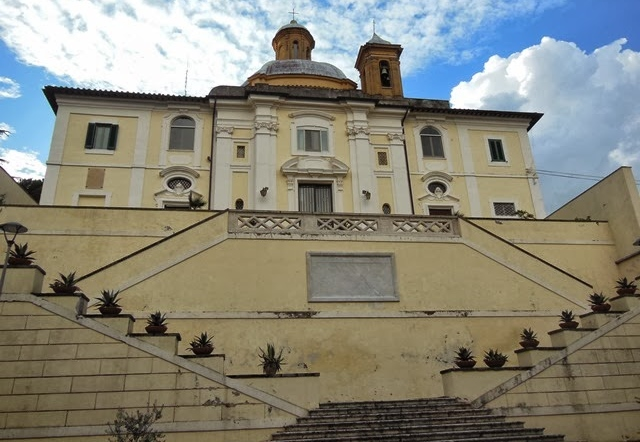
S. Maria del Rosario, Aufbewahrungsort seit 1931

## Ikonografie
Die Ikone wurde noch in antiker enkaustischer Technik gemalt und hatte von Anfang an einen Goldgrund. Bei der Restaurierung im Jahr 1960 ist als Ergebnis der fachmännischen Untersuchung festgehalten worden: „Ort: Rom. Maler: unbekannt. Maße: 70,2 x 40,5 cm. Dicke der Tafel: 0,5 cm. Holzart: vielleicht Linde, jedenfalls so zerfressen, dass eine Altersbestimmung nur schwer möglich ist. Eine Kupferplatte hält das Bild von hinten zusammen, Röntgenaufnahmen sind deshalb unmöglich.“ Es wird vermutet, dass die Ikone von einem Ikonenmaler in Syrien oder Palästina gemalt worden ist; unterschiedliche Indizien sollen auf eine Entstehung im 6. Jahrhundert hindeuten.
Das Holz des Malgrundes ist stark zerfressen, das Bildnis als Ganzes, insbesondere das Gesicht, der Goldnimbus und eine Hand sind aber noch gut zu erkennen. In späterer Zeit wurden die fürbittenden Hände zum Schutz vor Küssen mit Goldblechen bekleidet und ein Goldkreuz an der Schulter hinzugefügt. Diese Goldbleche hat man bei der Restaurierung 1960 wieder entfernt; sie sind heute noch als Applikation vor der Ikone zu sehen.
Die Marienikone gehört zum ikonografischen Typus der Hagiosoritissa (Ἁγιοσορίτισσα, von hagios = „heilig“, und soros = „Schrein“), also „Ikone beim Heiligen Schrein“ in der ehemaligen Chalkoprateiakirche in Konstantinopel. Die gebräuchlichere Bezeichnung lautet Maria Advocata (= „Maria als Fürbitterin“) oder griechisch Ἁγιοσορίτισσα (lat. Paraklesis). In der Motivwahl für Marienikonen gingen die Darstellungen von Maria ohne Kind (Advocata) den Bildern der Gottesmutter mit Kind (z. B. Hodegetria) zeitlich voraus.
Dargestellt ist die Gottesmutter (ohne Kind) in seitlich gewendeter Halbfigur, die Augen auf den Betrachter gerichtet, beide Hände bittend erhoben. Der Kopf wird von dem Schultertuch (Maphorion) mit dem „Gottesmutter-Stern“ umhüllt; diese spica (lat. „Kornähre“) galt als Zeichen der Jungfräulichkeit, hergeleitet von dem hellsten Stern gleichen Namens im Sternbild „Jungfrau“. Noch zu erkennen ist der alte Schmuck an Kleid und Handgelenken. Der goldene Nimbus wird durch leichte Punzierung vom übrigen Goldgrund abgesetzt. Wie Maria sich als Fürbitterin einsetzt, hat der Künstler mit seinen Mitteln deutlich gemacht, indem er die bis zur Schulter angehobene rechte Hand über den Bildrand hinaus bis auf die Umrandung der Ikone gemalt hat. Maria wendet sich mit erhobenen Händen und in leichter Körperdrehung gleichsam aus dem Bild heraus an Jesus Christus, um die ihr anvertrauten Bitten an ihn weiterzuleiten.
In diesem Zusammenhang ist von Bedeutung, dass die Ikone Madonna di San Sisto (= Maria Advocata) bei der jährlichen Prozession in der Nacht vor Mariä Himmelfahrt (15. August) mitgeführt worden ist; dabei sollen sich die Marienikone und die ebenfalls mitgeführte Christusikone aus dem Lateran voreinander verneigt haben. Bei der Christusikone soll es sich um eines der ältesten Christusbildnisse gehandelt haben, nämlich um das nicht von Menschenhand geschaffene Bild (Acheiropoieton, griechisch: ἀχειροποίητον), das in der Sancta-Sanctorum-Kapelle des Lateranpalastes aufbewahrt wurde. Der Weg dieser Prozession führte anfangs vom Lateran über die Via Sacra und Sant’Adriano am Forum Romanum nach Santa Maria Maggiore, später auch mit Stationen vor Santa Francesca Romana und San Sisto Vecchio. Vorbild für diese römische Prozession waren die seit dem 6. Jahrhundert in Konstantinopel stattfindenden Bildprozessionen mit Ikonen von Christus und der Gottesmutter, bei denen die Ikonen quasi personales Leben annahmen und als Individuen wirkten (Belting, S. 61 und 83).
Bis zum 10. Jahrhundert war der Vorrang unter den fünf ältesten und bedeutendsten Marienikonen Roms umstritten, obwohl sie teilweise unterschiedlichen ikonografischen Kategorien angehört haben: Maria Advocata aus San Sisto Vecchio (6. Jh.), Regina Coeli (seit dem 19. Jahrhundert Salus Populi Romani) aus Santa Maria Maggiore (6./7. Jh.), Madonna del Conforto aus Santa Maria Antiqua und danach Santa Francesca Romana  (6./7. Jh.), Tempelbild Mariens aus Santa Maria ad Martyres, dem Pantheon (Rom) (6./7. Jh.), Maria Regina aus Santa Maria in Trastevere (7. Jh.). Nach den Untersuchungen von Belting ist es wahrscheinlich, dass die Maria Advocata von San Sisto seit dem 10. Jahrhundert die Hauptrolle während der Augustprozession gespielt hat; sie sei auch die erste Marienikone Roms gewesen, die um 1100 ausdrücklich zu einem Lukasbild erklärt wurde.
Unter diesen frühen römischen Marienbildern war Maria Advocata die älteste und berühmteste Ikone: Sie war als einzige auf Goldgrund gemalt, hat bei der Augustprozessionn eine privilegierte Stellung eingenommen und von ihr sind so zahlreiche frühe Kopien angefertigt worden wie von keiner anderen Marienikone Roms. Diese Kopien der Advocata waren besonders begehrt, weil sie auch noch als Abbild an der besonderen Verehrung der ältesten Marienikone teilnahmen und ebenfalls bei Prozessionen in Rom und in Latium mitgeführt wurden. Als solche Kopien gelten allerdings nur die Ikonen vom ikonografischen Typus der Maria als Fürbitterin und nicht diejenigen der Hodegetria usw. Zu den heute noch erhaltenen Kopien der Advocata gehören vor allem die Ikonen in: Santa Maria in Aracoeli (8./9. und 12. Jh.), Gallerie Nazionali d’Arte Antica (früher St. Gregorius von Nazianz in Rom, 12. Jh.), Santa Maria della Concezione in Campo Marzio (12./13. Jh.), Santa Maria in Via Lata (12./13. Jh.), Santi Bonifacio e Alessio (12./13. Jh.), San Lorenzo in Damaso (12./13. Jh.), Santa Maria Maggiore, Tivoli/Latium (13. Jh.), Cappella Paolina im Apostolischen Palast (16. Jh.).

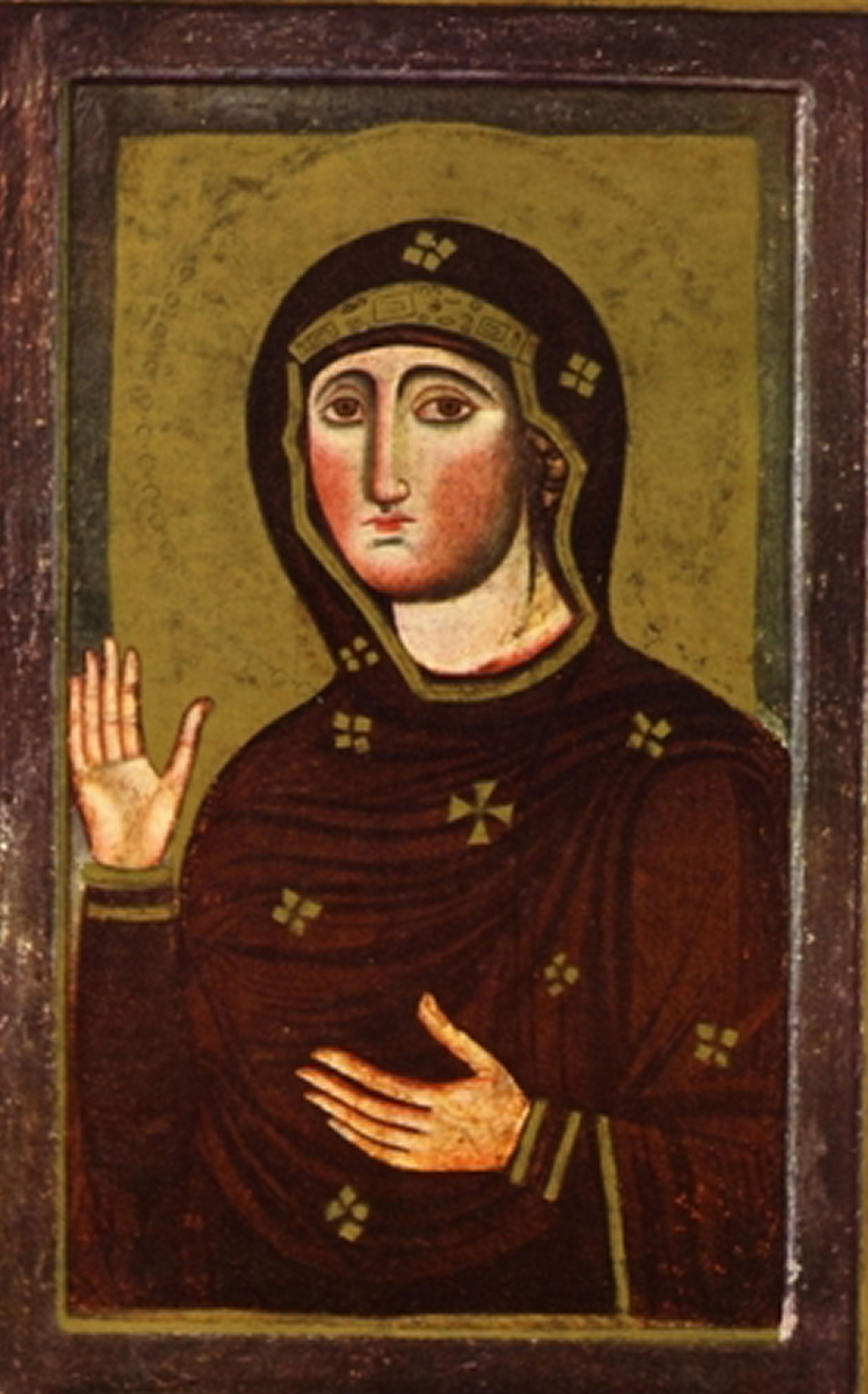
Santa Maria in Aracoeli, 8. und 10. Jh.
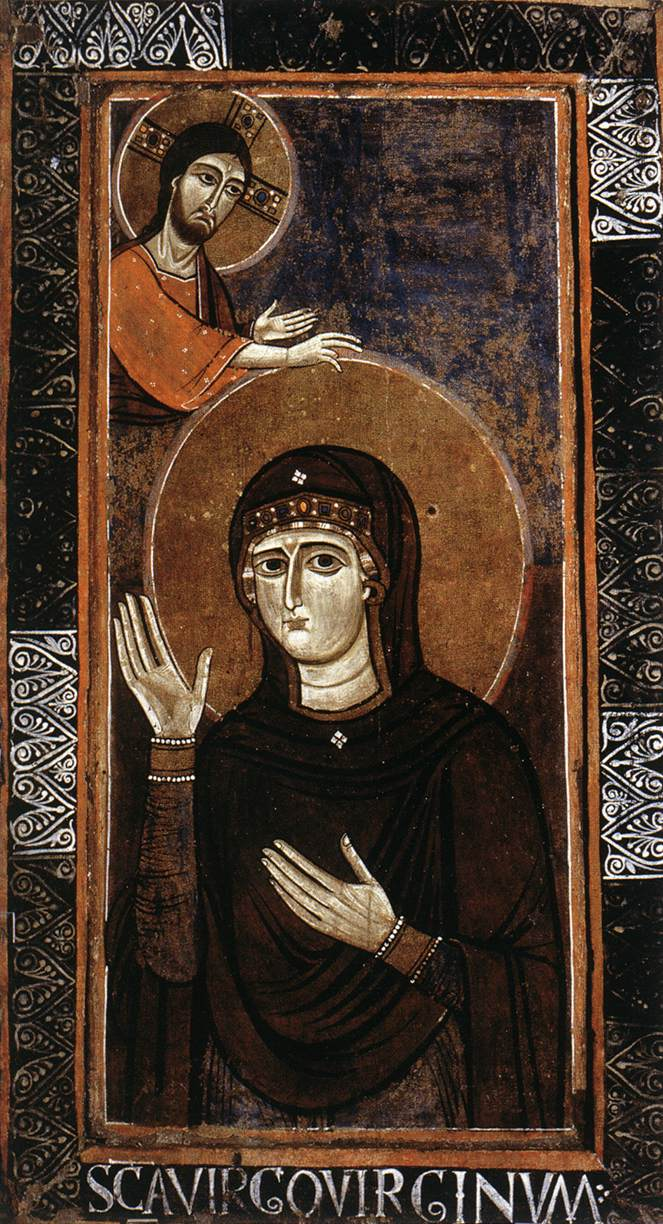
Gallerie Nazionali d’Arte Antica Rom, (früher St. Gregorius von Nazianz, Rom), 12. Jh.
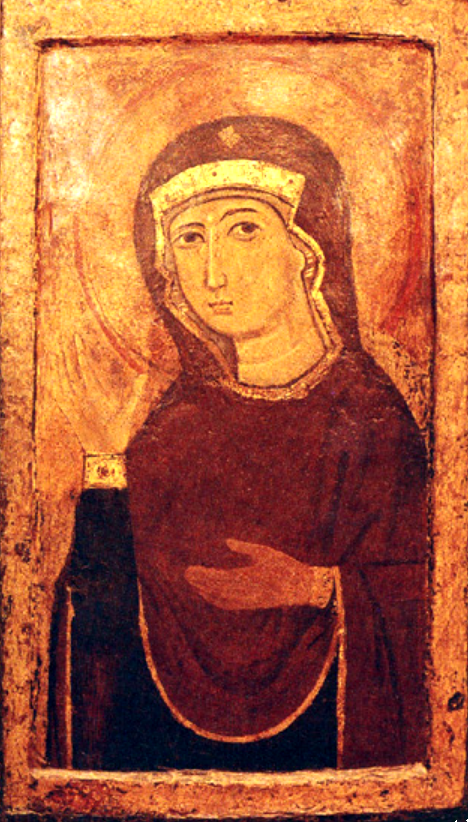
Santa Maria della Concezione in Campo Marzio, 12./13. Jh.
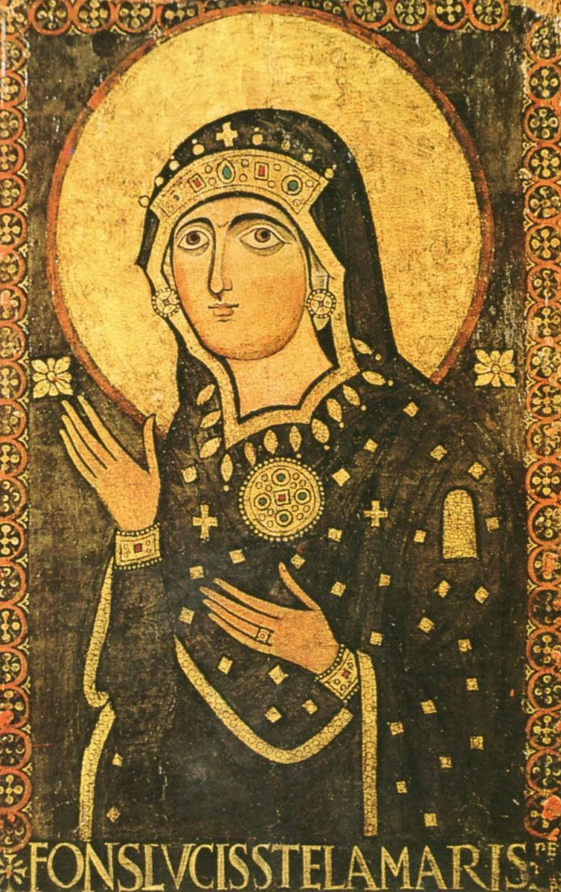
Santa Maria in Via Lata, 12./13. Jh.
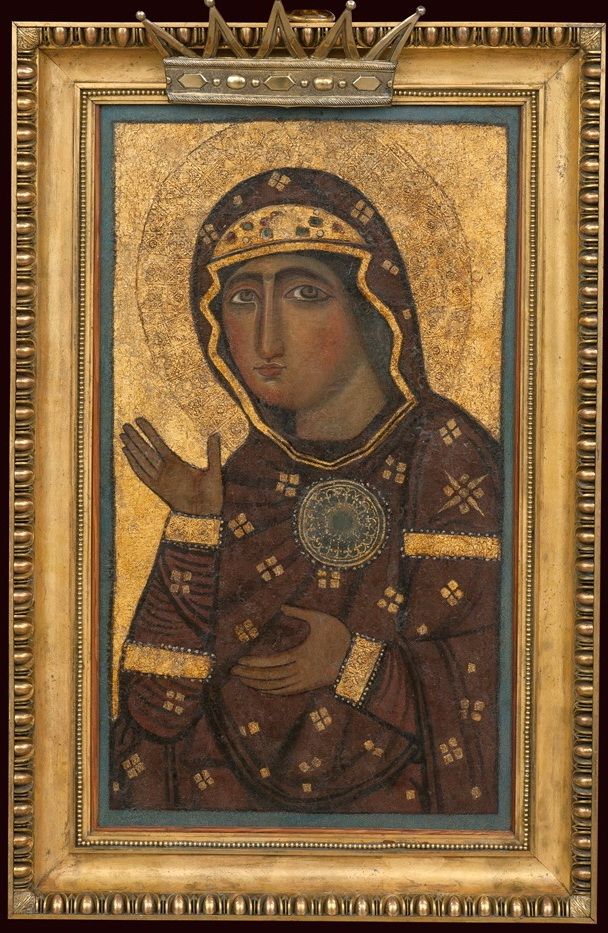
SS. Bonifacio e Alessio, 12./13. Jh.
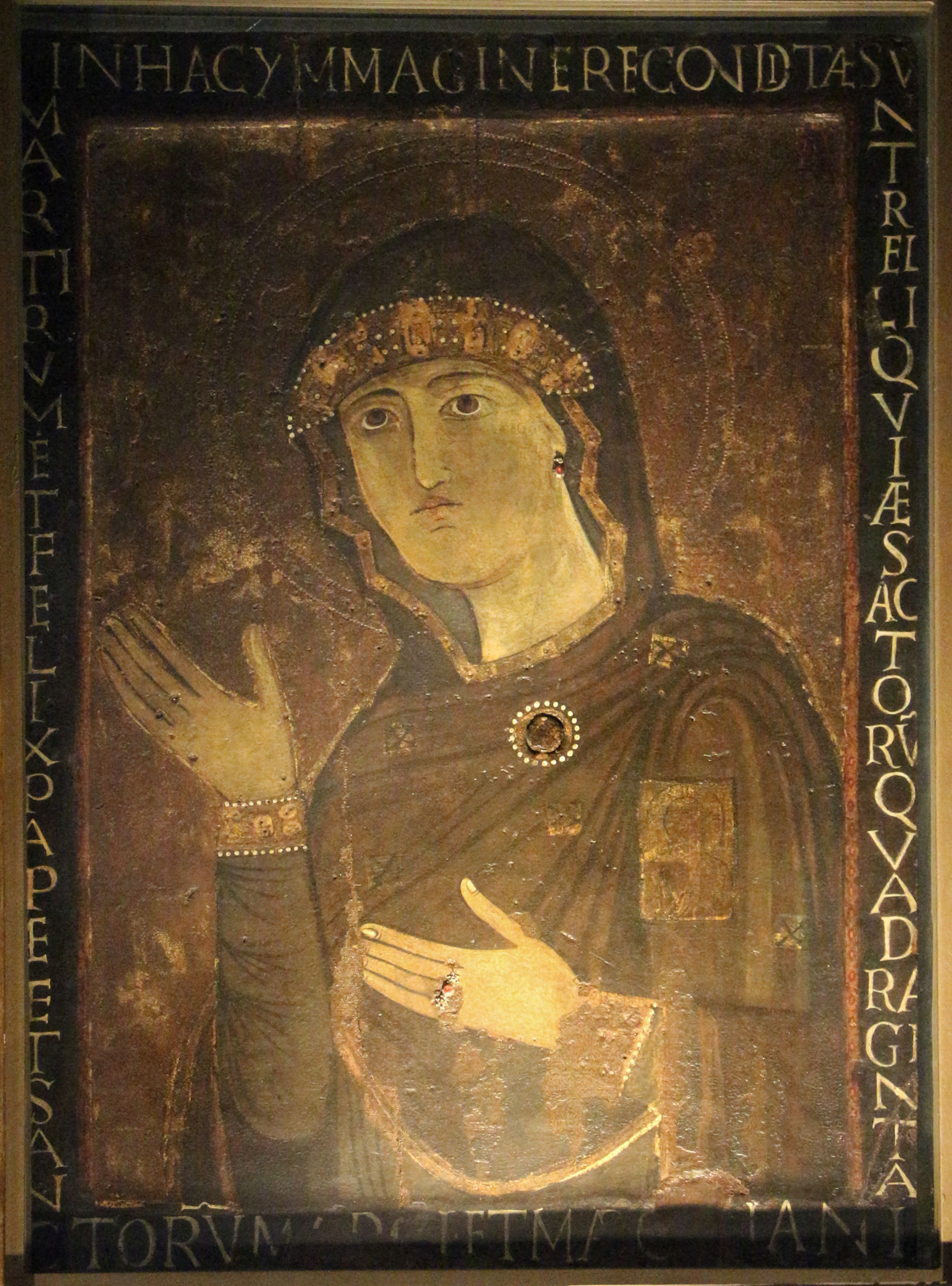
San Lorenzo in Damaso, 12./13. Jh.
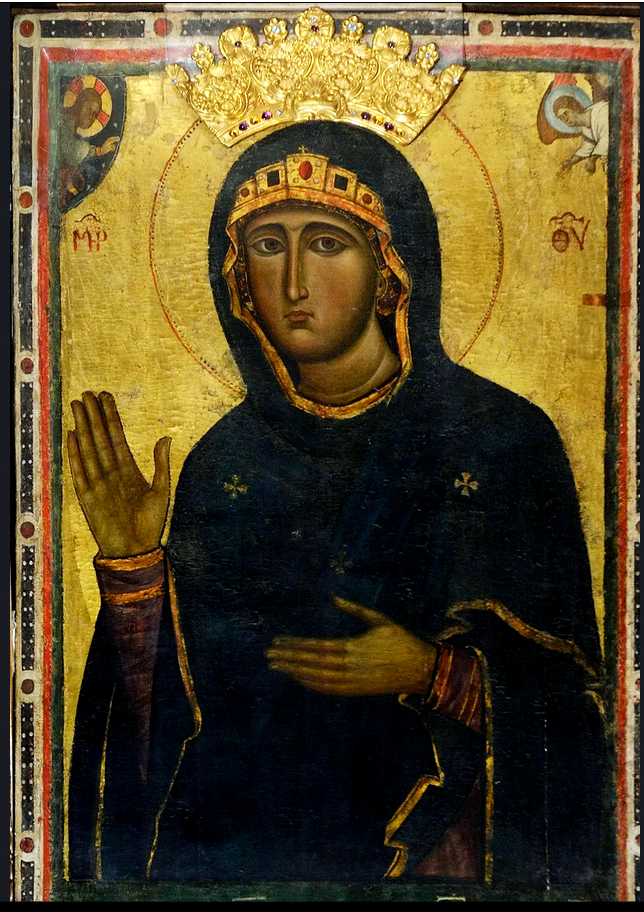
Santa Maria Maggiore, Tivoli/Latium, 13. Jh.

## Geschichte
Nach alter Überlieferung soll die Madonna von San Sisto (Maria Advocata) schon vor der ersten ikonoklastischen Periode von einem Pilger aus  Jerusalem oder Konstantinopel nach Rom gebracht worden sein, wo sie von einem gewissen Tempulo, einem von drei aus Konstantinopel stammenden, im römischen Exil lebenden Brüdern, erworben und in dem benachbarten kleinen Oratorium Sant´ Agata in Turri an der alten Via Appia aufgestellt worden sein. Diese kleine Kirche war Ende des 6. Jahrhunderts von der dort lebenden griechischen Gemeinde errichtet und der hl. Agatha von Catania geweiht worden. Nach dem Tod von Tempulo muss sich dort eine klösterliche Gemeinschaft gebildet haben; denn 806 wird berichtet, dass Sarazenen das Monasterium Tempuli zerstört hätten. Nach dem Wiederaufbau mit Unterstützung durch Papst Sergius III. (904–911) wurden Kloster und Kirche der Gottesmutter Maria geweiht; die ausführliche Bezeichnung lautete Monasterium Sanctae Mariae qui vocatur Tempuli. Seit 1155 hieß die Kirche, in der nach wie vor die Maria Advocata aufbewahrt wurde, Santa Maria in Tempulo. (Dieser alte Bau in der Via di Valle delle Camene 2 dient der römischen Stadtverwaltung Rom heute dazu, standesamtliche Trauungen vorzunehmen.)
Am 28. Februar 1221 wurde die Marienikone von Domingo de Guzmán, genannt Dominikus, dem Gründer des Dominikanerordens, persönlich in das in der Nachbarschaft neu gegründete Frauenkloster San Sisto Vecchio an der alten Via Appia (gegenüber den Caracalla-Thermen) übertragen, wo die Ikone  wahrscheinlich in der Apsis aufgestellt war. Um 1570 plante Kardinal Filippo Buoncompagni, der Titelkardinal von San Sisto, die Geschichte der Ikone in 12 Fresken im Kirchenschiff darstellen zu lassen. Das Projekt wurde zwar nicht ausgeführt, aber die Entwurfszeichnungen sind erhalten geblieben. Auf einer dieser Zeichnungen wird die Ikone in einer Wandädikula mit Baldachin über einem Altar gezeigt.
Am 8. Februar 1575 erfolgte der Umzug der Dominikanerinnen von San Sisto in ihren neuen Konvent Santi Domenico e Sisto an der Piazza Magnanapoli (heute Angelicum). Dabei wurde die kostbare Ikone mitgeführt und auf dem neuen Altar zur Verehrung ausgestellt. Dieser Altar befand sich in der Trennwand zwischen dem äußeren, öffentlich zugänglichen Teil der Kirche, und dem Chorraum der Schwestern; er war also von beiden Seiten sichtbar, aber zum äußeren Kirchenteil hin durch ein Gitter geschützt. Das Marienbildnis war drehbar, um es in jedem Kirchenteil zeigen zu können.  1640 wurde in der Kirche eine Inschrift mit der Geschichte der Marienikone angebracht (heute rechts neben dem Eingang).
1931 sind die Dominikanerinnen erneut umgezogen in das Monastero di Santa Maria del Rosario, Via Alberto Cardolo 51 / Via Trionfale 177, Rom, und zwar mit der Marienikone, die heute in dem zur Klausur gehörenden Teil der Klosterkirche aufbewahrt und verehrt wird. Von dem allgemein zugänglichen Teil der Kirche aus kann man durch ein Eisengitter zunächst nur eine mit Votivgaben geschmückte Kopie der Marienikone (auf der Rückseite des Originals) sehen. Nach Anmeldung besteht die Möglichkeit, auch das Original vor oder nach der werktäglichen Messfeier um 7,30 Uhr oder sonntags um 11 Uhr zu sehen; die Vorderseite der Ikone wird dann dem Betrachter zugewendet.
Papst Benedikt XVI. hat das Kloster am 24. Juni 2010 aufgesucht und vor der Advocata gebetet, wie auch schon sein Vorgänger Johannes Paul II. am 16. November 1986.
Vom 13. November bis 15. Dezember 2012 wurde die „Advocata“ erstmals außerhalb des Klosters gezeigt, und zwar in der Ausstellung „Tavole miracolose - Le Icone medioevali di Roma e del Lazio del Fondo Edifici di Culto“ im Palazzo Venezia.